# Hengoat
Hengoat (bretonisch: Hengoad) ist eine Ortschaft und eine ehemalige französische Gemeinde mit 242 Einwohnern (Stand 1. Januar 2022) im Département Côtes-d’Armor in der Region Bretagne. Sie gehörte zum Arrondissement Lannion und zum Kanton Tréguier. Die Bewohner bezeichnen sich selbst als Hengoatais(e).
Mit Wirkung vom 1. Januar 2019 wurden die ehemaligen Gemeinden La Roche-Derrien, Hengoat, Pommerit-Jaudy und Pouldouran zur Commune nouvelle La Roche-Jaudy zusammengelegt und haben in der neuen Gemeinde den Status einer Commune déléguée. Der Verwaltungssitz befindet sich im Ort La Roche-Derrien.

## Geografie
Hengoat liegt rund 19 Kilometer östlich von Lannion. Zur Commune déléguée gehören nebst dem Dorf Hengoat noch zahlreiche Streusiedlungen und Einzelgehöfte innerhalb der Gemeinde.

### Nachbarorte
Hengoat ist von sechs Ortschaften umgeben, nämlich Pleudaniel, Pleumeur-Gautier, Ploëzal, Pommerit-Jaudy, Pouldouran und Troguéry. 

## Geschichte
Erstmalige Erwähnung findet der Ort bei der Heiligsprechung von Saint-Yves im Jahr 1330 (als Hengoet). Verschiedene Lehnsherren werden im Mittelalter erwähnt. Aus der Gemeinde stammt Charles-Guillaume de Trolond, Graf von Le Rumain. Er war in der Region Lannion Anführer der Chouans (royalistische Aufständische nach 1789). In der Nacht vom 1. auf den 2. September 1882 wird eine grausam zugerichtete Leiche (geknebelt, erwürgt und gekreuzigt) gefunden.

## Bevölkerungsentwicklung
Die ehemalige Gemeinde gehörte nie zu den bevölkerungsreichsten Orten der Region. Dennoch kam es zu einem markanten Wachstumsschub zwischen 1793 und 1821 (1793–1821: + 38,4 %). In den darauf folgenden zehn Jahren kam es zu einer ersten Abwanderungswelle. Eine zweite und letzte Wachstumsperiode dauerte von 1831 bis zum Bevölkerungshöchststand von 1851 (1831–1851: + 20,2 %). Dann begann eine lang anhaltende Zeit der Abwanderung, die erst 1999 gestoppt wurde (1851–1999: - 81,7 %). Nach einem kurzen Wachstumsschub bis 2004 hat sich die Anzahl der Bewohner bei einer Marke von 210 Personen eingependelt.
| 1793 | 1800 | 1806 | 1821 | 1831 | 1836 | 1841 | 1846 | 1851 | 1856 | 1861 | 1866 | 1872 | 1876 | 1881 | 1886 | 1891 | 1896 |
| ---- | ---- | ---- | ---- | ---- | ---- | ---- | ---- | ---- | ---- | ---- | ---- | ---- | ---- | ---- | ---- | ---- | ---- |
| 645  | 753  | 743  | 893  | 753  | 810  | 871  | 888  | 905  | 825  | 814  | 803  | 779  | 810  | 741  | 712  | 713  | 648  |

| 1901 | 1906 | 1911 | 1921 | 1926 | 1931 | 1936 | 1946 | 1954 | 1962 | 1968 | 1975 | 1982 | 1990 | 1999 | 2008 | 2013 |
| ---- | ---- | ---- | ---- | ---- | ---- | ---- | ---- | ---- | ---- | ---- | ---- | ---- | ---- | ---- | ---- | ---- |
| 626  | 634  | 616  | 535  | 525  | 506  | 455  | 413  | 413  | 390  | 362  | 318  | 256  | 214  | 166  | 210  | 214  |

## Sehenswürdigkeiten

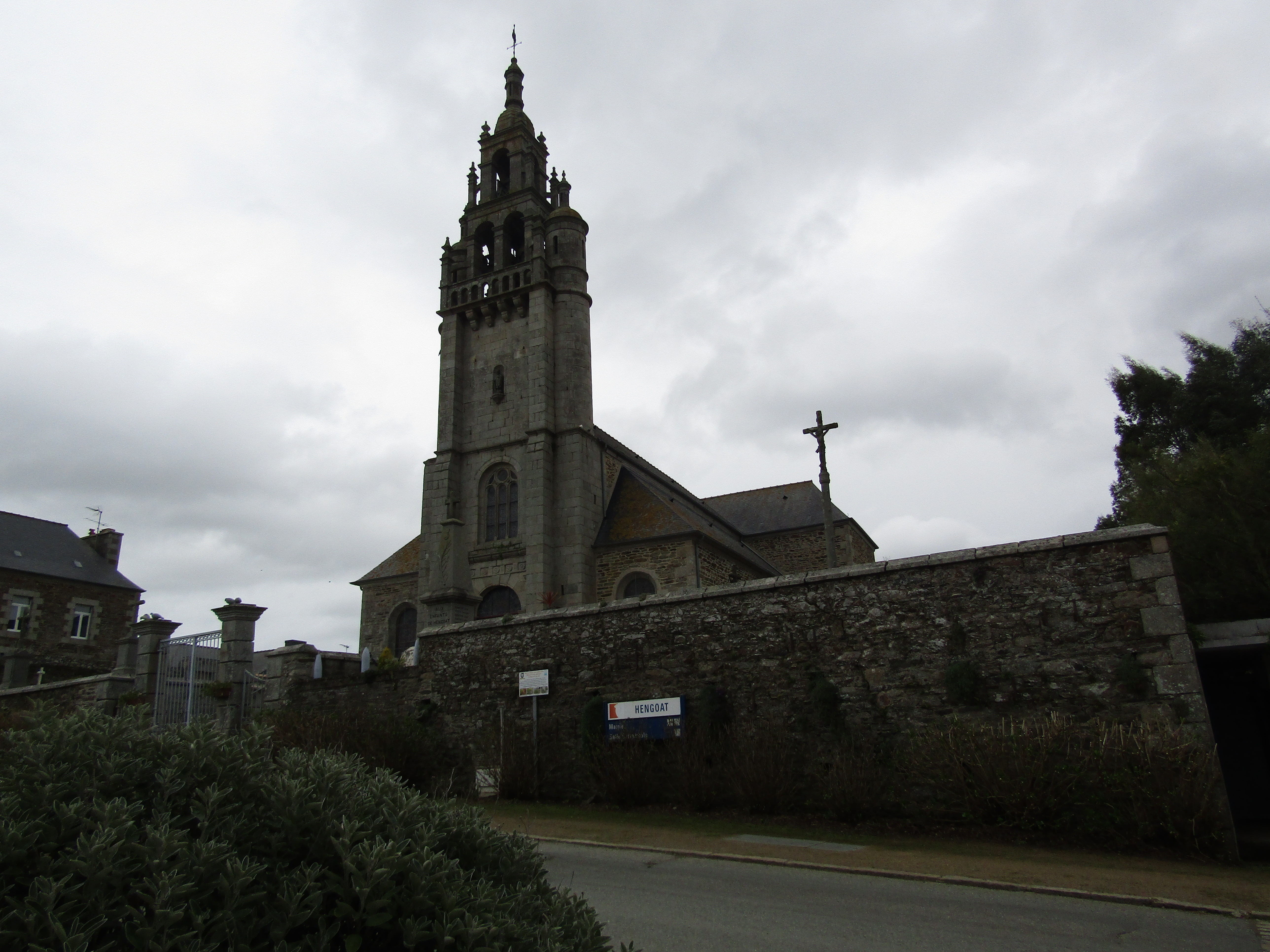
Kirche Saint-Maudez

- Schloss Trolong aus dem 14. Jahrhundert
- Schlossruine Rumain aus dem 16. Jahrhundert (Taubenschlag)
- Dorfkirche  Saint-Maudez aus dem 14. Jahrhundert (1846 erneuert), mit gefasster Quelle
- Kalvarienberge an der route de Pouldouran und in Keringant (beide aus dem 17. Jahrhundert)
- vier Mühlen in Losten-Stang, Rolland, Bizieu und Vogodès (auch Vigodès)
- Ziehbrunnen auf dem Bauerngut Baloré